# Monastir del Camp
Le Monastir del Camp (Monestir del Camp en catalan, ce qui signifie « Le monastère du Champ ») est un ancien monastère qui aurait été fondé, selon la légende, à la fin du VIIIe siècle ou au début du IXe siècle, à la demande de Charlemagne à Passa, près de Thuir, dans les Pyrénées-Orientales, après sa victoire sur les Sarrasins. C’est l'un des joyaux de l’art roman catalan.

## Histoire
Fondé selon la légende, à la demande de Charlemagne, qui emprunta cette voie à son retour de la bataille de Panissars où il combattit les Sarrasins en juin de l’an 785, le Prieuré du Monastir del Camp est vraisemblablement postérieur de près de deux siècles à cet évènement.
À la suite de sa victoire contre les Sarrasins, Charlemagne arrêta ses troupes à deux lieues du village de Passa. Les soldats assoiffés cherchaient en vain une source lorsque l’un d’eux planta son épée dans le sol asséché du lit de la rivière. De l’eau en jaillit et tous purent se désaltérer dans le « Riu del Miracle » qui coule à cet endroit. 
Pour marquer sa reconnaissance à la Vierge Marie, qui avait permis à son armée, épuisée d'un long combat victorieux contre les Maures, de se désaltérer, le roi demanda qu’une chapelle soit érigée à cet endroit.
Historiquement, le Prieuré du Monastir del Camp a réellement accueilli une communauté de moines, la communauté des chanoines de saint Augustin, aux environs de 1116, qui fut installée dans les lieux par Artal II, évêque d'Elne. Par la suite, le prieuré deviendra un monastère bénédictin, qui restera en activité jusqu'en 1786. 
L'église que l'on peut voir de nos jours a été construite à l'emplacement d'une chapelle plus ancienne dédiée à sainte-Marie, datant vraisemblablement de l'époque carolingienne (IXe siècle). Cette première église étant encore attestée en 1087, puis en 1090, on peut donc situer l'édification de l'église du Monastir entre les années 1090 et 1116.
En 1307, un cloître de style gothique, aux arcades trilobées, fut ajouté.
Le monastère a été sécularisé par bulle papale de Clément VIII en 1592.
Après le départ de la communauté des chanoines de saint Augustin, le prieuré fut vendu par Louis XVI à la famille Jaubert de Passa. Les descendants de cette famille ont vécu et travaillé longtemps au Monastir, qui a accueilli les haras nationaux de mars à juin. Un nouveau propriétaire a acquis le Monastir à la fin des années 2010, ouvrant le site aux évènements culturels et créant un musée du Christ. 
A la Révolution, les habitants du prieuré se réfugièrent en Espagne et le monastère fut transformé en hôpital.
Prosper Mérimée était l'ami de François Jaubert de Passa[réf. nécessaire], homme de lettres (inspirateur de la Vénus d'Ille et de Carmen), auditeur au Conseil d'État et président du conseil général des Pyrénées-Orientales.
Le prieuré du Monastir del Camp est classé au titre des monuments historiques par la liste de 1875.

## Description du monastère
Le prieuré du Monastir del Camp, inséré dans une grande bâtisse aux airs de forteresse, s'impose, majestueux au milieu de grands arbres, par sa façade austère et sa tour d'angle crénelée. 

### Les bâtiments
L'église conventuelle, à nef unique couverte d'un berceau en plein cintre, possède un remarquable portail situé à l’ouest, vraisemblablement parce que l’église ne desservait pas la seule communauté, mais aussi les habitants d’un village voisin. Une porte, située sur au midi, fait communiquer l'église avec le cloître et les bâtiments conventuels. L'édifice proprement dit date du XIe siècle et a été voûtée au siècle suivant. Au XIIIe siècle, on a adjoint une chapelle voûtée sur croisées d'ogives au mur septentrional.
La chapelle latérale abrite deux plaques tombales dédiées à Sibille de Atciao et  à  Béatrice de Taltavull  toutes deux filles de Guillaume de Sarragossa. Béatrice est morte en 1292, le onzième jour avant les calendes de mars. L'épitaphe  en latin est la suivante : " ANNO DOMINI M CC XC II XI LIL MARCH OBUT DOMINA BEATRICE DE TAUTAULLO FILLA CODAM GUILLELMI DE SARAGUOSSA MILITIS "
Les bâtiments conventuels remontent aux XIIe et XIIIe siècles, comme l'attestent les fenêtres géminées de l'aile ouest. Au centre se dresse un cloître gothique aux charmantes arcades trilobées, dont la construction remonte au début du XIVe siècle (1307).

### Le portail occidental
Le superbe portail occidental, en marbre blanc de Céret, n'a été mis en place qu'à la fin de l'époque romane (dernier tiers du XIIe siècle).
Il est orné d’une double archivolte qui retombe sur quatre colonnes par l’intermédiaire de magnifiques chapiteaux sculptés. Ces derniers, taillés eux-mêmes dans le marbre, présentent des thèmes et une technique qui font penser au Maître de Cabestany ou tout au moins à des sculpteurs travaillant dans son atelier.
Le bandeau extérieur de l'archivolte juxtapose, sans souci d'établir une continuité dans le décor, des plaques de marbre portant des motifs variés.
Les chapiteaux eux, appartiennent à deux groupes distincts : trois d'entre eux représentent des monstres ordinaires : humains ou animaux, relevés de nombreux coups de trépan, et surtout des « Joueurs de trompe » à la morphologie singulière, fort semblables à ceux que l’on retrouve à Rieux-Minervois, sculptés dans le grès. Mais il y a un autre chapiteau qui ne manque pas d’intriguer : situé à gauche de la façade, il montre un personnage présentant la croix à une femme richement parée. Certains y ont vu l’Invention de la Croix par sainte Hélène, mère de l’empereur Constantin. Mais le fait que ce motif se trouve aussi à la basilique Saint-Sernin de Toulouse et au Monastère de Leyre en Navarre, toujours rapproché d’une « Visitation », justifie l’hypothèse qu’il s’agisse plutôt d’une « Annonciation ». D’autant que le prieuré est dédié à Marie et que le costume du personnage féminin, notamment sa coiffe, ressemble étrangement à celle que porte Marie dans deux autres œuvres du Maître de Cabestany : sur le tympan de Cabestany et dans la Nativité de l’église Sainte-Marie du Boulou.

## Photographies du monastir

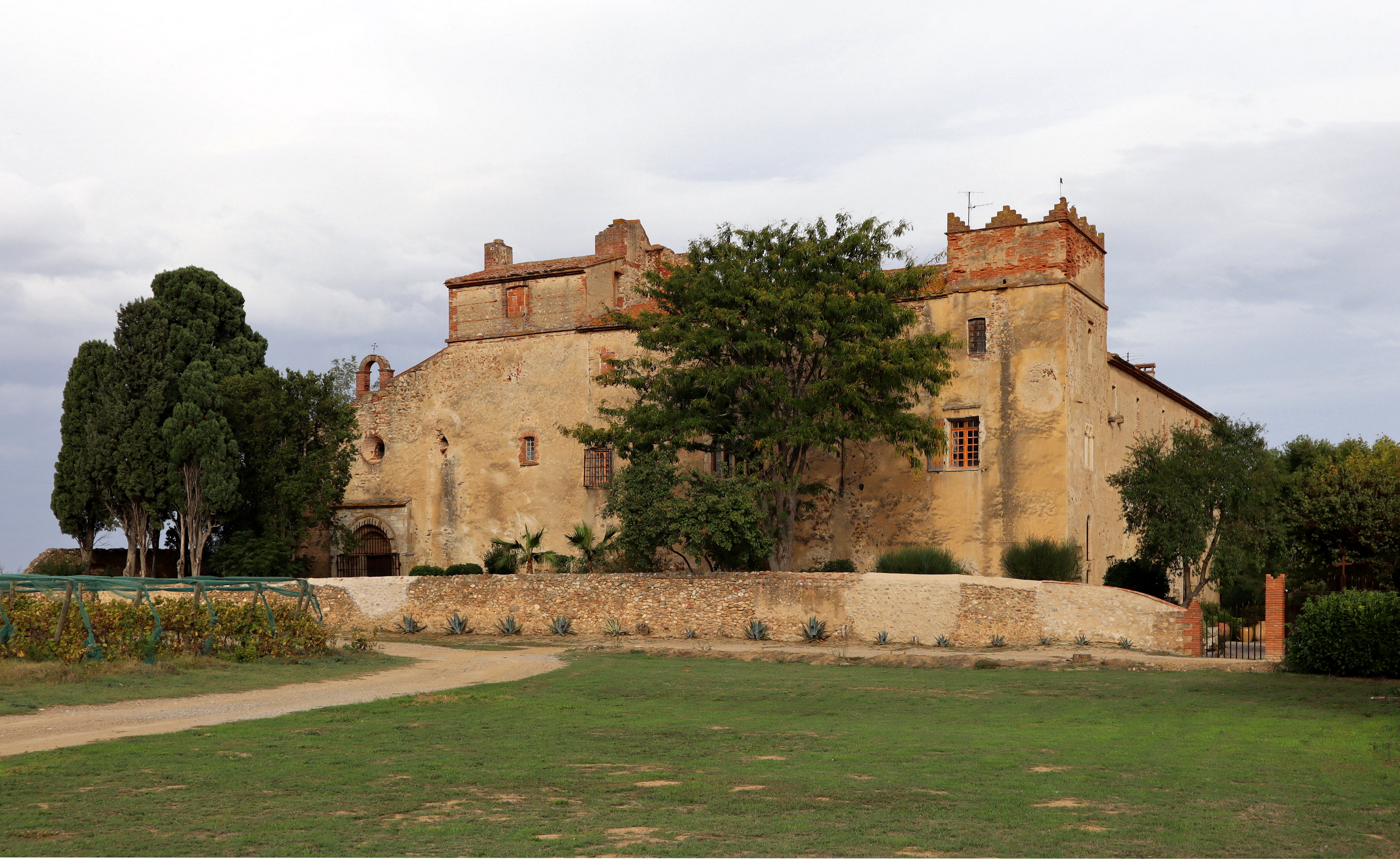
Vue sudouest
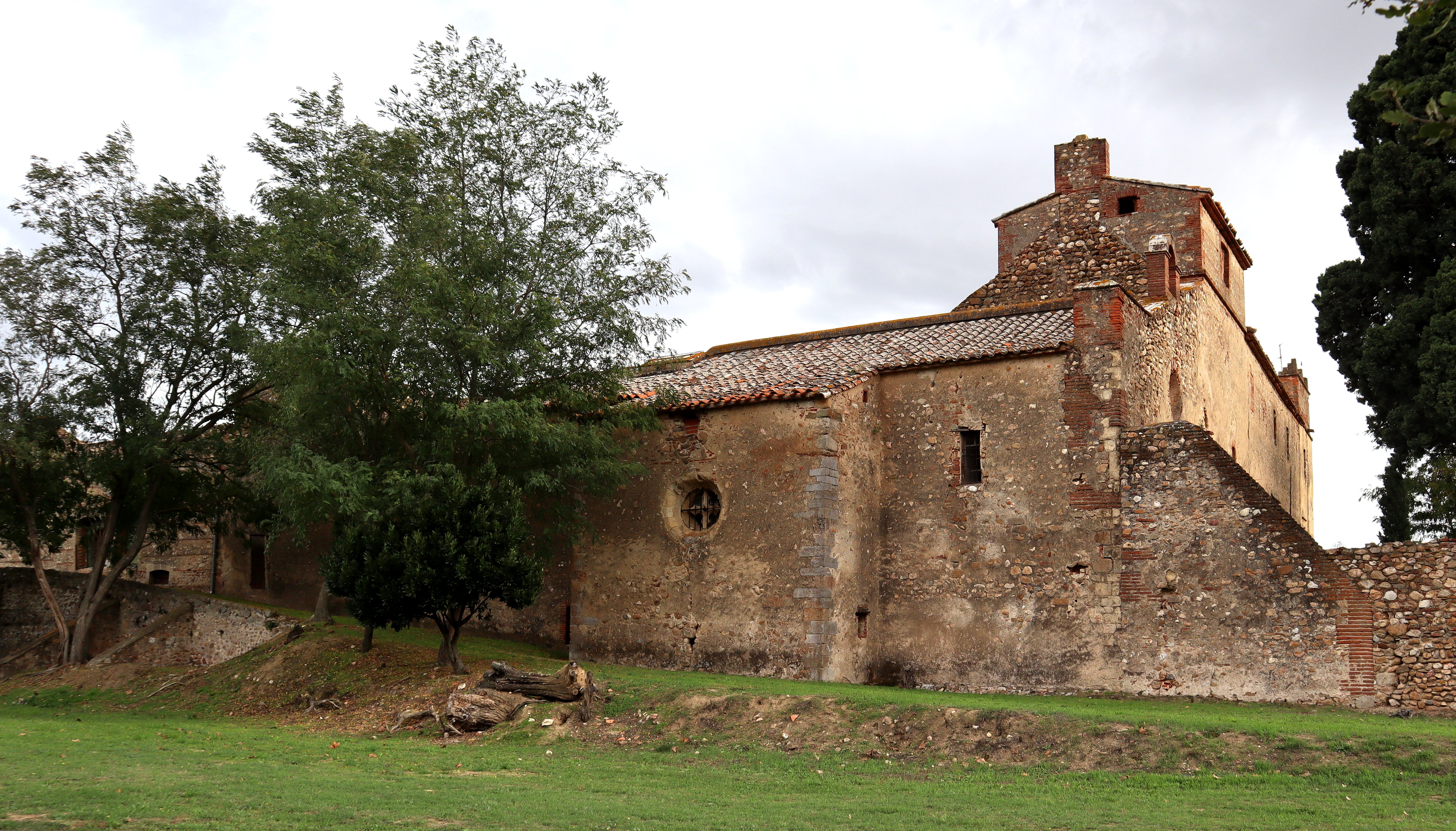
Vue nordouest
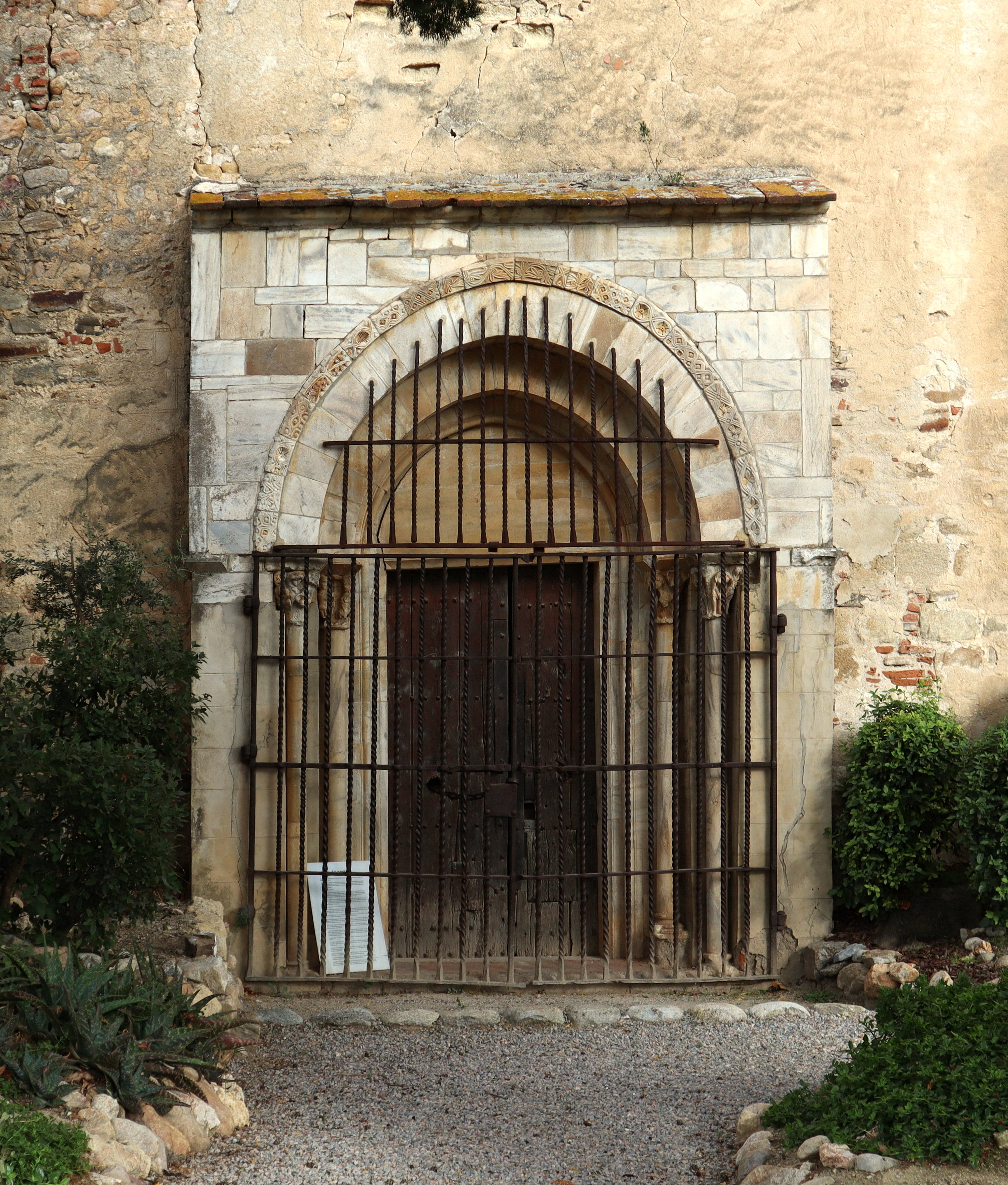
Le portail occidental (dernier tiers du XIIe siècle)
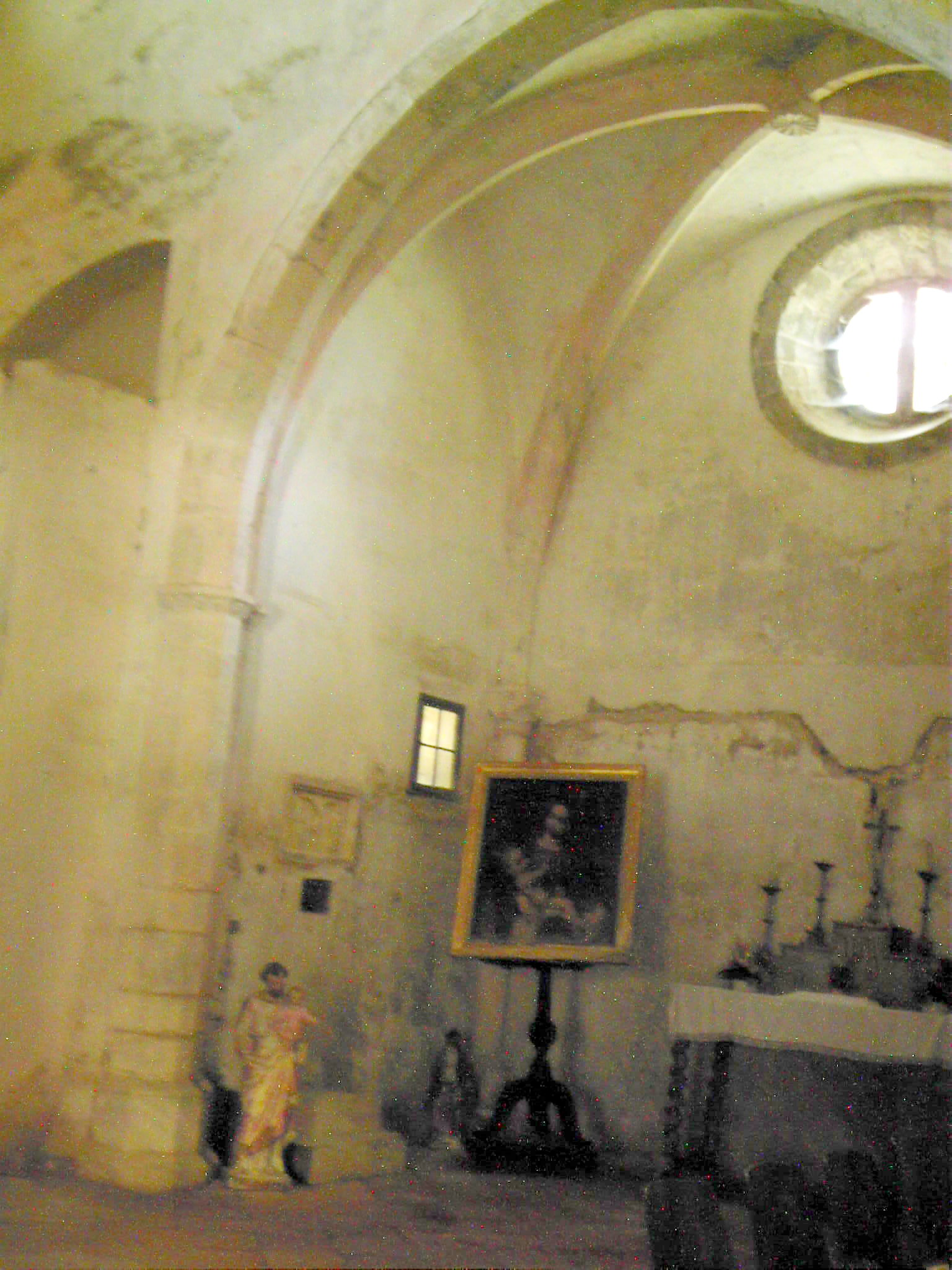
Chapelle latérale adjointe au mur nord de l'église (XIIIe siècle)
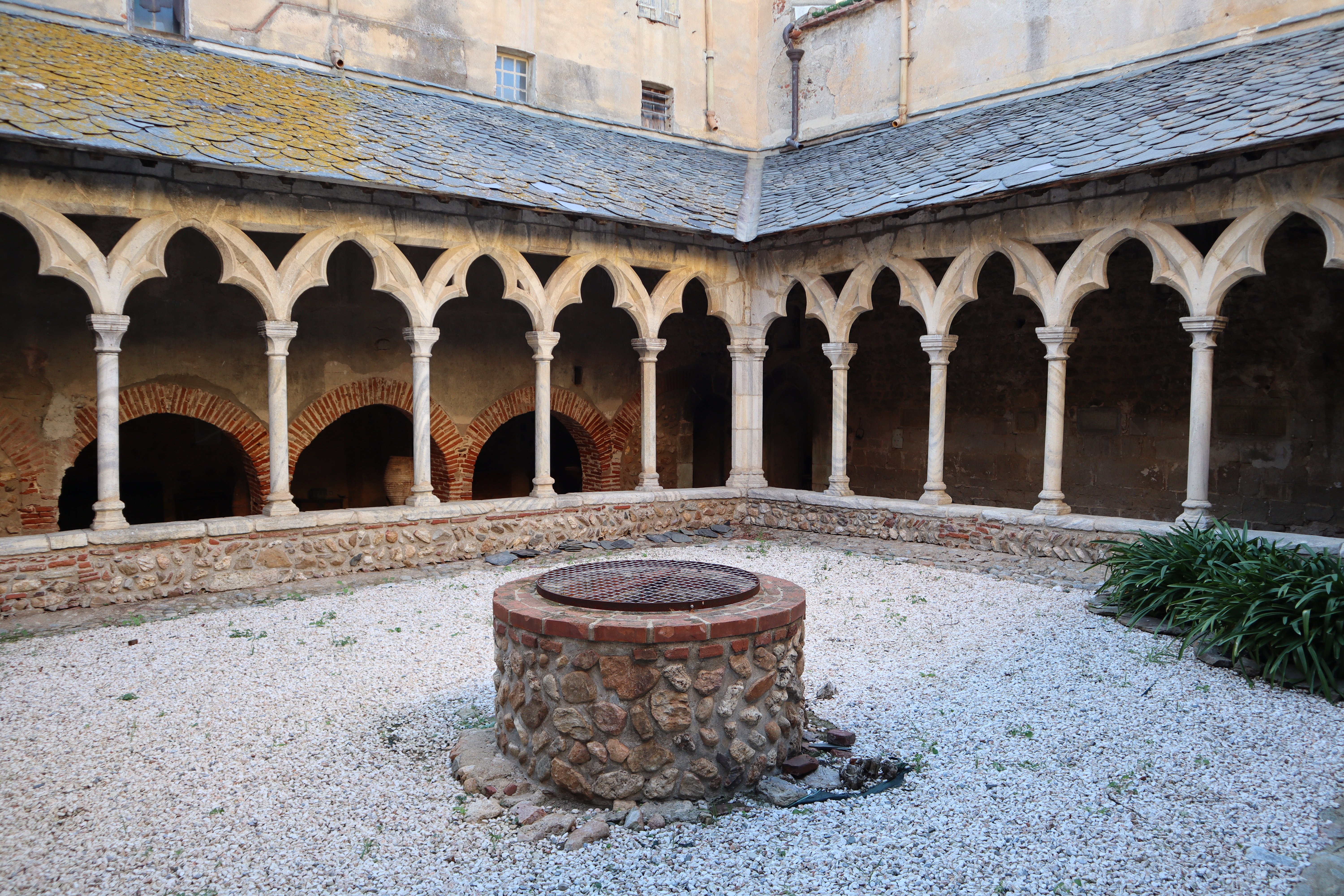
Cloître (vue sud-est)

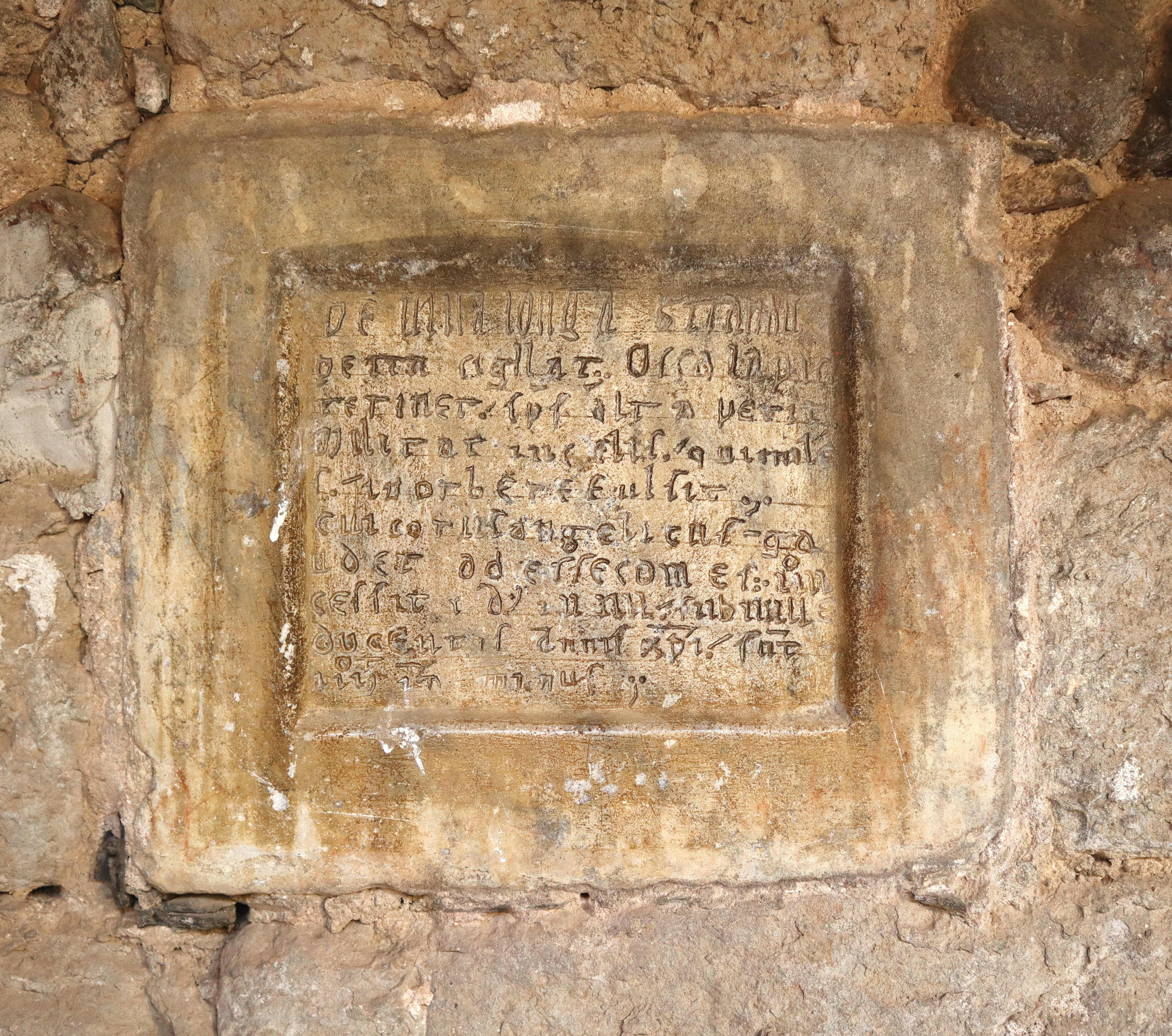
Épitaphe (1196) pour Bertrand de Villelonque
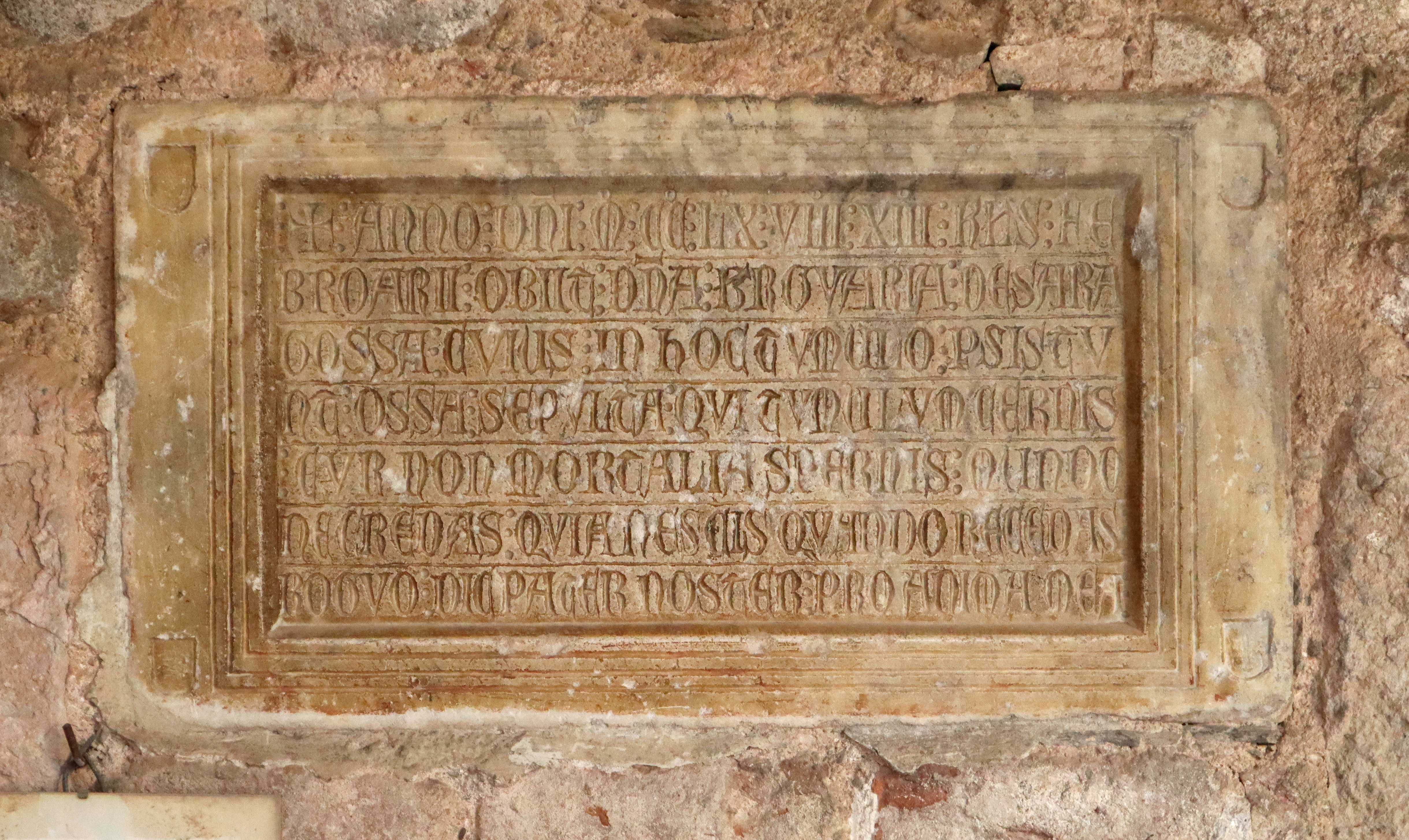
Épitaphe (1268) pour Dame Bérangère de Saragosse
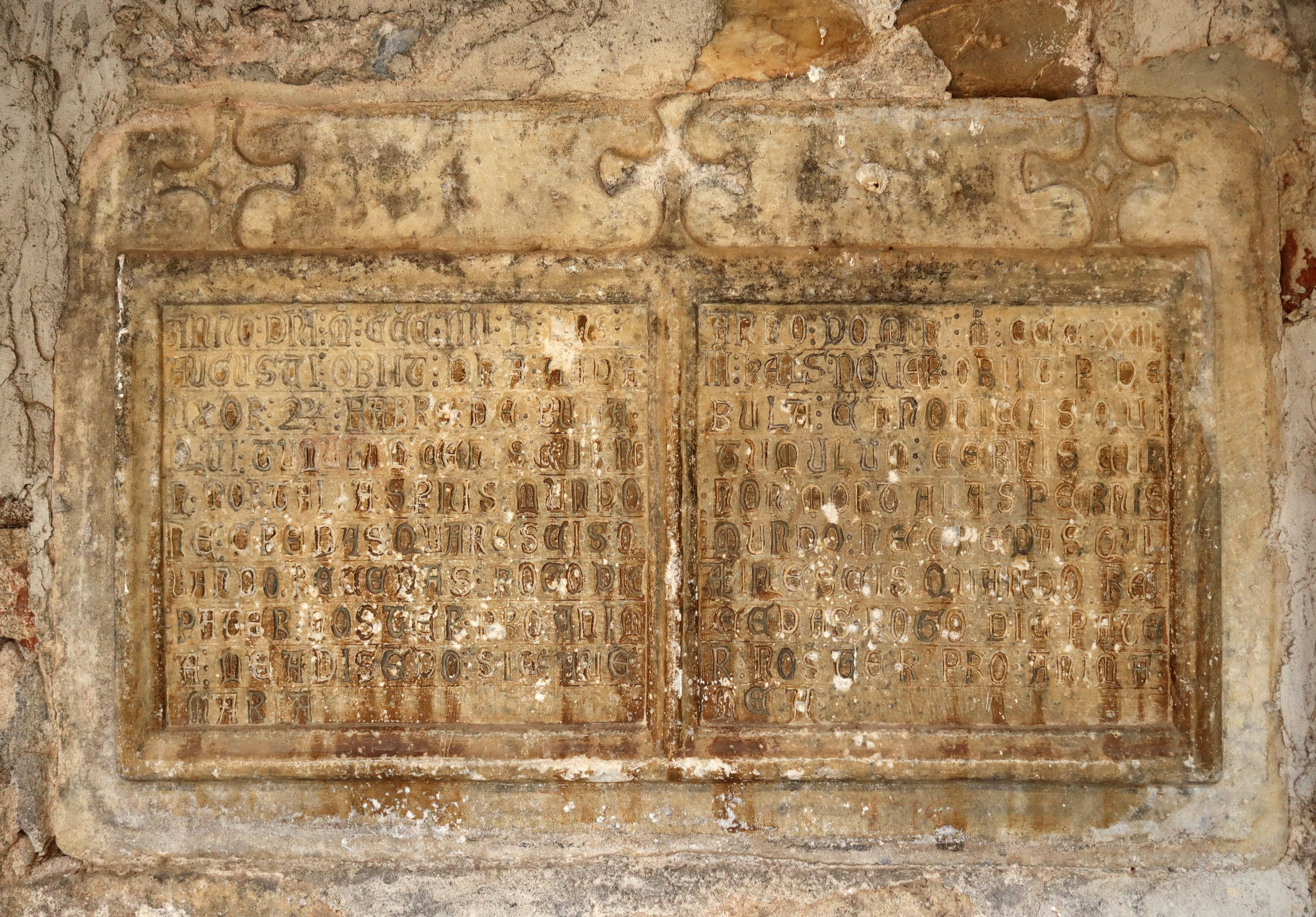
Épitaphe (1304) pour l'épouse de Canon Raymond Fabre de Bula et (1323) pour Canon Pierre de Bula
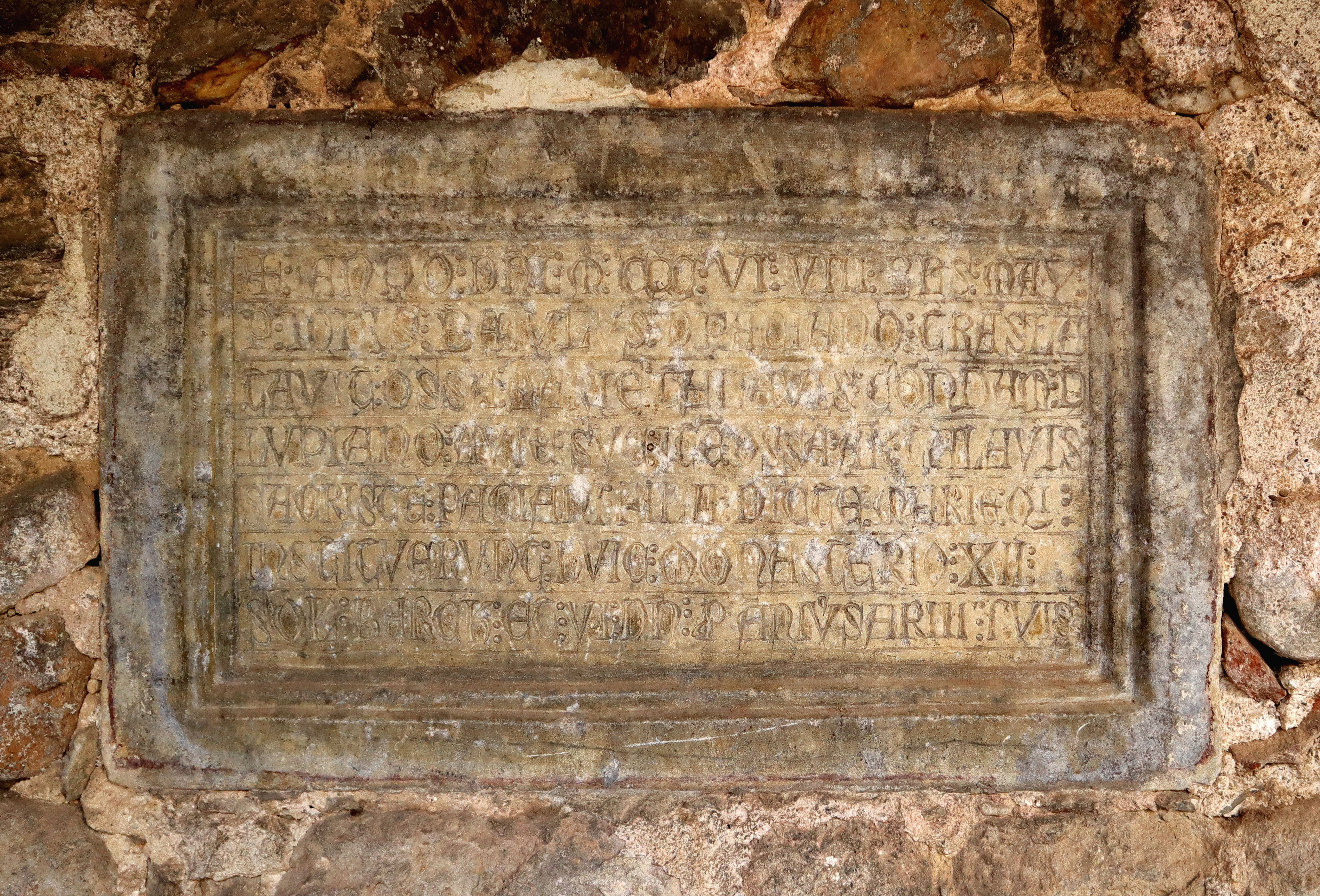
Épitaphe (1306) pour Marie Talavis de Llupia et Arnauld de Talavis
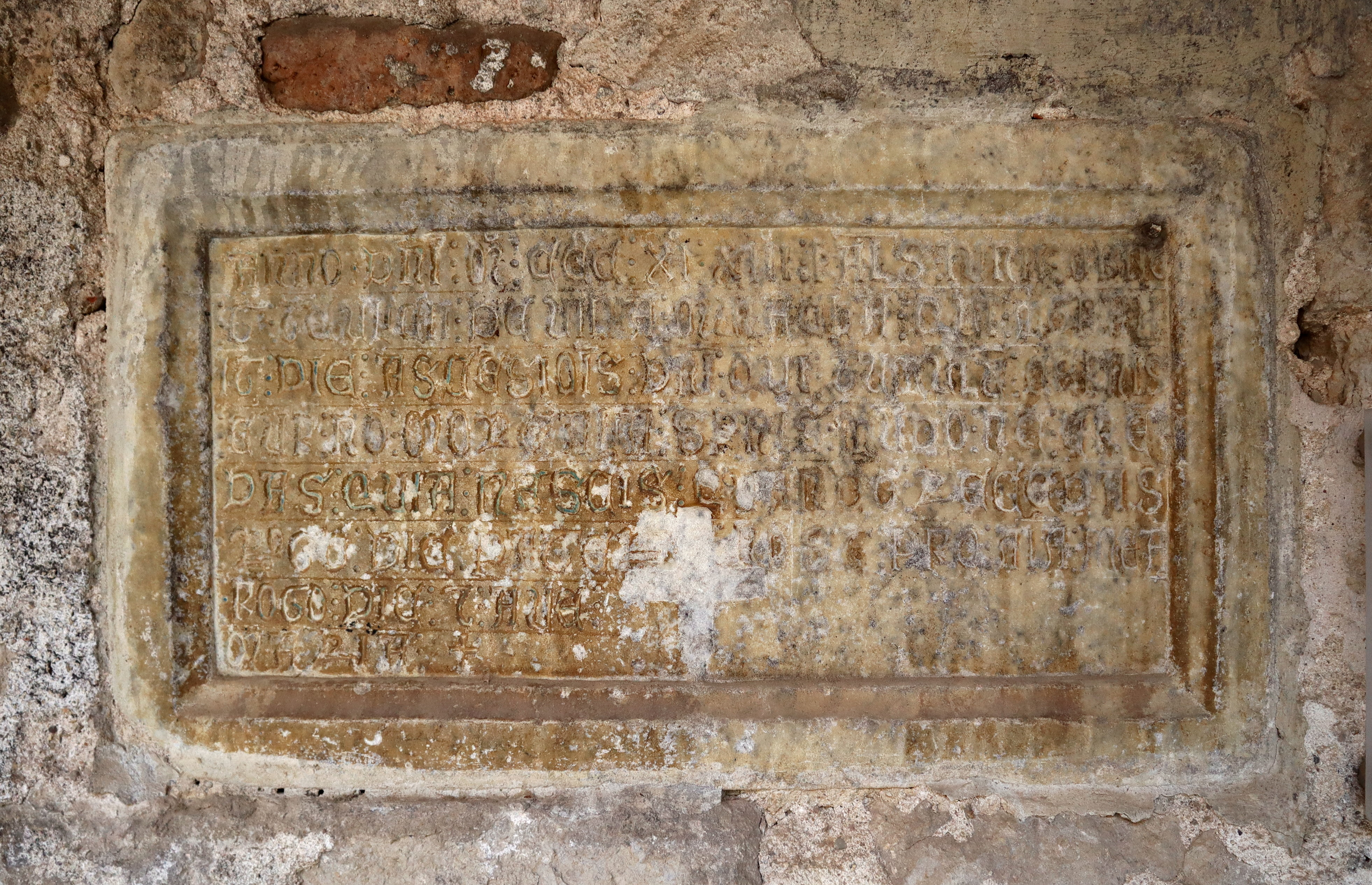
Épitaphe (1311) pour Guillaume Teulich de Villemolaque